# Lobo (serie televisiva)
Lobo (The Misadventures of Sheriff Lobo e, nella seconda stagione, Lobo) è una serie televisiva statunitense diretta da Glen A. Larson, trasmessa negli USA tra il 1979 e il 1981, e in Italia alla metà degli anni ottanta. Il ruolo del protagonista fu affidato a Claude Akins e le vicende sono ambientate nella cittadina immaginaria di Orly County. La serie è uno spin-off di Truck Driver, dove Lobo, corrotto sceriffo, dava la caccia ai protagonisti BJ e Birra.

## Trama
Orly County, Georgia, fine anni settanta. Elroy P. Lobo, poliziotto dal passato non cristallino ed impegolato in losche iniziative, è il tutore della legge. Suoi assistente sono Perkins (suo cognato), confusionario e impacciato, e "Birdie" Hawkins, inconsapevole dei traffici di Lobo. Nella seconda stagione l'ambientazione è trasferita ad Atlanta, per intercessione del governatore, che vede in Lobo l'uomo ideale per debellare il crimine in quella zona. Qui Lobo incontra i suoi nuovi colleghi, le detective Peaches e Brandy, e il sergente Jones. Questo cambio di ambientazione fu però deleterio e il pubblico calò, inducendo la produzione a chiudere la serie.

## Personaggi ed interpreti

### Personaggi principali
- Sceriffo Elroy P. Lobo (38 episodi, 1979-1981), interpretato da Claude Akins.
- Vice sceriffo Birdwell 'Birdie' Hawkins (38 episodi, 1979-1981), interpretato da Brian Kerwin.
- Vice sceriffo Perkins (38 episodi, 1979-1981), interpretato da Mills Watson.
- Margaret Ellen (21 episodi, 1979-1980), interpretata Janet Curtis-Larson.
- Sarah Cumberland (17 episodi, 1979-1980), interpretata da Leann Hunley.
- Brandy (16 episodi, 1980-1981), interpretata da Tara Buckman.
- Peaches (15 episodi, 1980-1981), interpretata da Amy Botwinick.
- Rose Perkins (16 episodi, 1979-1980), interpretata da Cydney Crampton.
- Sergente Hildy Jones (15 episodi, 1980-1981), interpretata da Nell Carter.
- Capitano J.E. Carson (15 episodi, 1980-1981), interpretato da Nicolas Coster.

### Personaggi secondari
- Waverly (5 episodi, 1979-1980), interpretato da Ben Cooper.
- Sindaco Hawkins (4 episodi, 1980), interpretato da William Schallert.
- Capitano John Sebastian Cain (3 episodi, 1979), interpretato da Ed Lauter.
- Monique (3 episodi, 1979-1981), interpretata da Jeannie Wilson.
- Vice sceriffo Higgens (3 episodi, 1979), interpretato da Otto Felix.
- B.J. McKay (3 episodi, 1979), interpretato da Greg Evigan.
- Willie (3 episodi, 1979), interpretato da Richard Moll.
- George (3 episodi, 1981), interpretato da Dudley Knight.

## Episodi
| Stagione         | Episodi | Prima TV USA | Prima TV Italia |
| ---------------- | ------- | ------------ | --------------- |
| Prima stagione   | 23      | 1979-1980    |                 |
| Seconda stagione | 15      | 1980-1981    |                 |